# Músculo coracobraquial
El músculo coracobraquial (musculus coracobrachialis) es un músculo del brazo, en la región anterior del brazo, por dentro de la porción corta del bíceps braquial; grueso, prismático; el coracobraquial es el músculo largo más capacitado para movimientos rápidos que para movimientos de  fuerza. No es un músculo que afecte muy determinantemente a los 3 ejes de la articulación escapulohumeral.
Se origina por arriba de la apófisis coracoides, por un tendón común con la porción corta del bíceps y se inserta por abajo, en la cara interna de la diáfisis del húmero; lo inervan ramas del nervio musculocutáneo, el cual lo atraviesa. Es elevador del brazo y depresor del hombro.

## Origen
En la apófisis coracoides de la escápula, en un tendón común con la cabeza corta del bíceps braquial.

## Inserción
Se inserta en la cara medial de la diáfisis humeral, en su tercio inferior.

## Función
Es elevador del brazo y depresor del hombro. También se dice es un músculo que hace rotación interna.
Equilibrador.
Coaptador.
Restablecedor de la posición anatómica.